# Gregório de Castro Morais
Gregório de Castro Morais fue un administrador colonial portugués. Fue gobernador general de la capitanía de Río de Janeiro en dos oportunidades a inicios del siglo XVIII. De ambas, la primera lo hizo como miembro de la Junta Gubernativa Interina junto al obispo Francisco de São Jerônimo y a Martim Correia Vasques.